# 아키국

아키 국

아키국(일본어: 安芸国 아키노쿠니[*])은 일본 산요도에 있던 옛 구니이다. 현재의 히로시마현 서부에 해당한다. 게이슈(芸州)라고도 한다. (아와국(安房国)과의 중복을 피하려고 두 번째 글자를 사용한다)

## 연혁
아키는 옛날에는 아키(阿岐)라고 썼다. 7세기에 아키 고쿠조(阿岐国造)의 영역에 아키노쿠니(安芸国)가 설치되었다.
《고사기(古事記)》에는 아키 국(阿岐国)이라고 기재되어 있다.

## 군
- 누타군(일본어판)(沼田郡)
- 가모 군 (히로시마 현)(일본어판)(賀茂郡)
- 아키 군(安藝郡)
가마쿠라 시대 이전에 안보쿠 군(安北郡)과 아난 군(安南郡)

으로 분할. 에도 시대에 아난 군을 재개칭.
- 사에키군(일본어판)(佐伯郡)
가마쿠라 시대 이전에 사토 군(佐東郡)과 사사이 군(佐西郡)

으로 분할. 에도 시대에 사사이 군을 재개칭.
- 야마가타군(山縣郡)
- 다카미야군(일본어판)(高宮郡)
가마쿠라 시대 이전에 다카타 군에 합병 소멸. 에도 시대에 안보쿠 군(安北郡)을 개칭한 근세 다카미야군(일본어판)(高宮郡)과는 영역이 다르다.
- 다카타군(일본어판)(高田郡)
- 도요타군(豊田郡) → 사타군(일본어판)(沙田郡)